# Revolução de 19 de Abril de 1810
A Revolução de 19 de Abril de 1810 foi uma insurreição em Caracas no dia 19 de abril de 1810 que depôs Vicente Emparan, capitão-general da Venezuela, e fundou a Junta Suprema de Caracas, primeira forma de governo autônomo da Venezuela. É convencionalmente apontada como o início da luta pela independência do país.
Em 1808, o rei espanhol Fernando VII foi forçado a abdicar e preso por Napoleão Bonaparte. A população espanhola reagiu, acarretando na criação da Junta Suprema Central, que se declara substituta de Fernando VII até seu retorno. As colônias da América espanhola se submeteram a essa junta. 
Contudo, a queda da junta levou o cabildo de Caracas a se reunir e estabelecer uma junta local. Vicente Emparan resistiu em aceitá-la, sendo assim destituído pela junta com outros funcionários régios em 19 de abril de 1810. A junta ganhou a aderência da maioria das outras províncias da Venezuela e convocou um Congresso em 3 de março de 1811, que decidiu por declarar a independência da Venezuela em 5 de julho, formando a Primeira República da Venezuela.

## Antecedentes

### Movimentos anteriores
Ao longo do século XVIII, ocorreram vários movimentos de insatisfação da população da atual Venezuela com a administração espanhola. Ainda que mais motivados mais por causas econômicas e sociais do que políticas, contribuíram para desenvolver um sentimento nacional contrário ao domínio espanhol. Desses movimentos, destacam-se a rebelião de Andresote (1730–1733), a Rebelião de San Felipe (1741), a Rebelião de El Tocuyo (1744), a insurreição de Juan Francisco de León (1749–1751) e a Revolta dos Comuneros (1781).
Além disso, houve movimentos entre o fim do século XVIII e início do século XIX em vista de mudanças políticas. São eles: o movimento de José Leonardo Chirino e José Caridad González (1795), a conspiração de Gual e España (1797), a tentativa de Francisco Javier Pirela (1799) e as invasões de Francisco de Miranda (1806).

### Formação da Junta Suprema Central
Em 1808, a Espanha passava por uma crise política. Napoleão aproveitou-se da crise e forçou o rei espanhol, Fernando VII, e o pai deste, Carlos IV, a abdicarem em Baiona. O rei deposto e seu pai foram presos e o irmão mais velho de Napoleão, José Bonaparte, assumiu o trono espanhol com o título de José I. Por conseguinte, o povo espanhol formou várias juntas governativas que se declaravam fiéis a Fernando VII e organizou-se para resistir militarmente ao monarca francês. Em 25 de setembro, as juntas se unificaram na Junta Suprema Central, a qual se manifestou como substituta de Fernando VII até seu retorno. A Junta Suprema Central foi reconhecida como autoridade legítima tanto pelos opositores de José I na Espanha quanto pela América espanhola, apesar de tentativas nas colônias de estabelecerem juntas de governo autônomas, como a Conspiração dos Mantuanos (1808) em Caracas.

## A Revolução

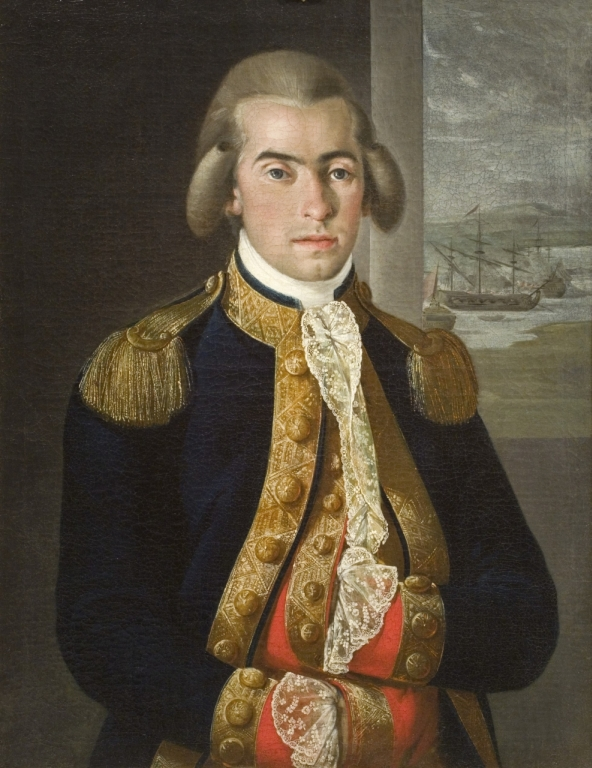
Vicente Emparan, capitão-general da Venezuela, foi deposto pela revolução.

Entre dezembro de 1809 e os primeiros meses de 1810, a agitação em Caracas, já intensa desde 1808, se intensificou com boatos de que a Espanha fora totalmente dominada pelos franceses. Em 17 de abril de 1810, chegou oficialmente na cidade a notícia de que Sevilha fora conquistada pelos franceses e que a Junta Suprema Central havia dissolvido a si mesma e substituída por um Conselho de Regência. Na noite do dia seguinte, o cabildo (composto majoritariamente por mantuanos, isto é, membros da elite crioula local) convocou uma reunião extraordinária para discutir a situação da metrópole com o capitão-general da Venezuela, Vicente Emparan.
A reunião ocorreu na sede do cabildo na manhã de 19 de abril, uma Quinta-feira Santa. A proposta resultante foi que era necessário constituir uma junta governativa local diante da situação na Península. Emparan recusou a proposta e saiu da reunião argumentando que precisa assistir às cerimônias religiosas do dia. Contudo, Emparan foi impedido de entrar no templo por uma multidão próxima e ameaçado a prosseguir com a reunião. De volta à sede do cabildo, Emparan continuou o debate, que se prolongou por mais algumas horas. À medida que o tempo passava, a posição dos membros do capitão-general e a dos revolucionários tornavam-se cada vez mais incompatíveis.
Na esperança de solucionar o problema, Emparan se dirigiu à varanda e perguntou ao povo se este estava contente com Emparan e desejava que ele seguisse o mandato. Houve um momento de indecisão, que foi rompido quando o cônego José Cortés de Madariaga, que estava atrás de Emparan, fez um sinal negativo vigoroso para a multidão, no que foi seguido pelos regidores Nicolás Anzola e Dionisio Palacios, também detrás do capitão-general, provocando um "não" retumbante do povo. Desse modo, Emparan exclamou que também não queria o mandato.
No mesmo dia, foi redigida uma ata que registrava a deposição de Emparan e outros funcionários reais e a formação do novo governo (a Junta Suprema Conservadora dos Direitos de Fernando VII, também conhecida como Junta Suprema de Caracas), a primeira forma de governo autônomo da Venezuela. A ata foi assinada por todos os assistentes da reunião, incluindo os destituídos, que foram logo depois conduzidos a La Guaira e presos nas fortalezas ou confinados a bordo de navios ancorados até serem expulsos.
Em 20 de abril, os dois alcaides-presidentes José de las Llamozas e Martín Tovar Ponte enviaram uma proclamação às outras províncias da Venezuela. Nessa proclamação, relatavam os acontecimentos do dia anterior em Caracas e estimulavam as províncias a se unirem à causa. Todas as províncias aderiram, com exceção da cidade de Coro (na província de Caracas) e as províncias de Maracaibo e Guayana, que se declararam fiéis à Regência (que também se opusera).

## Impacto

### Formação da Primeira República
Embora o objetivo oficial da Junta Suprema de Caracas fosse a defesa do território de uma possível invasão francesa, os membros mais destacados possuíam o intuito de tornar a Venezuela completamente independente. Isso é constatado pelo envio de agentes diplomáticos aos Estados Unidos e ao Reino Unido, formação de secretarias de Estado e convocatória de eleições para o Congresso. Além disso, a Junta toma outras medidas revolucionárias, como representação aos afrodescendentes, abolição do comércio de escravos (mas não da escravidão) e liberdade de imprensa e de comércio.
Em 2 de março de 1811, se instala o Congresso Geral da Venezuela, substituindo a Junta Suprema de Caracas. Em 5 de julho do mesmo ano, o Congresso decide por maioria absoluta dos representantes (apenas um deputado se opôs) pela declaração de independência da Venezuela, dando início à Primeira República da Venezuela.

### Legado
A revolução é convencionalmente apontada como o início da luta pela independência da Venezuela. No ano de 1909, a Academia Nacional da História da Venezuela produziu um acordo com catorze considerações a respeito da importância da data, concluindo que a revolução "constitui o movimento inicial, definitivo e transcendental da emancipação venezuelana". Em contrapartida, historiadores como David Bushnell e Germán Carrera Damas a consideram apenas como o apogeu na Venezuela de uma crise maior que envolvia todo o Império Espanhol.